# Joaquín Torres García
Joaquín Torres García (Montevideo, 1874. július 28. – Montevideo, 1949. augusztus 8.) uruguayi képzőművész és teoretikus, a konstruktív univerzalizmus megalapítója.

## Élete
Kötélverők és ácsok leszármazottjaként nehéz körülmények között nevelkedett. Autodidakta módon képezte magát. Festő akart lenni, ezért 1891-ben, 17 évesen családjával Spanyolországba (Mataróba) emigrál. 1892-ben Barcelonába költözik, ahol a Barcelonai Szépművészeti Iskola növendéke lesz.
1893 és 1899 között különféle katolikus művészeti társaságoknak a tagja, első kiállítását 1897-ben tartja. 1901-től híres szobrászokkal, festőkkel, zeneszerzőkkel ismerkedik meg, köztük Pablo Picassóval és Joan Miróval. 1910-ben kapja első megrendelését templomi freskó készítésére. 1920-ban feleségével és gyermekeivel Párizsba, majd hamarosan New Yorkba költözik. Útja során Max Weberrel, Marcel Duchamppal és Man Ray-jel találkozik.
Miután visszatér Európába, Olaszországban dolgozik. 1928-ban Párizsban Theo van Doesburggal köt barátságot, Michel Seuphor pedig bemutatja a Piet Mondrian körül csoportosuló művészeknek, így Sophie és Hans Arpnak, valamint Georges Vantongerloonak. Megismeri az absztrakt és konstruktivista művészetet.
1932-ben a gazdasági válság elől Madridba menekül, és megalapítja a Grupo Constructivo-t. 1934-ben úgy dönt, hogy visszatér Uruguayba, Montevideóba, ahol az európai művészeti elit tagjaként fogadják. Művészeti társaságokat alapít, könyvet ad ki, előad a montevideói egyetem építészeti fakultásán. 
A negyvenes évek elején belátja, hogy a konstruktivizmust hazájában nem tudja maradéktalanul kiteljesíteni, ezért visszatér a figurális ábrázoláshoz. Munkáiban indián szimbólumok is megjelennek. Élete utolsó éveiben tanítványaival 35 nagyméretű freskót készít egy fővárosi kórház számára, elméleti munkáit pedig az Universalismo constructivo c. könyvben közzéteszi.
1944-ben megkapja a Premio Nacional del Pintura díjat. Az ünnepségen részt vesz Pablo Neruda, Pablo Picasso és Georges Braque is.

## Értékelése
Torres García olyan művész volt, aki egyszerre vállalta büszkén latin-amerikai gyökereit, ápolta a kontinens legjobb hagyományait, ugyanakkor sikeresen fogadta be a főbb kortárs áramlatokat is. Mindezt úgy, hogy egyéni formavilágot alakított ki, új és modern dimenziókat nyitva Latin-Amerikában. A kontinens avantgárd művészetének egyik legmeghatározóbb alakja volt.

## Joaquín Torres García és a MADI
A MADI alapító Carmelo Arden Quin és Bolivar Gaudin (mindketten szintén uruguay-i származásúak) egykori mesterüket tisztelik benne. Emlékét élénken ápolják, erről a MADI art periodical No1 és No6 számában Dárdai Zsuzsának beszéltek.

## Fordítás
- Ez a szócikk részben vagy egészben  a   Joaquín Torres García című angol Wikipédia-szócikk fordításán alapul.  Az eredeti cikk szerkesztőit annak laptörténete sorolja fel. Ez a jelzés csupán a megfogalmazás eredetét és a szerzői jogokat jelzi, nem szolgál a cikkben szereplő információk forrásmegjelöléseként.